# 何瑞徵
何瑞徵，號荆屏，河南汝宁信阳人，明末清初政治人物。崇禎初榜眼。

## 生平
崇禎元年（1628年），登進士一甲第二名，授翰林院編修，歷任國子監祭酒、詹事府少詹事。崇禎十五年（1642年），出任鄉試主考官。甲申之變，李自成攻入北京后，擔任弘文館學士。清兵入關後，順治元年（1644年），擔任禮部右侍郎，隨後致仕歸鄉。